# Dalibor Matulka
Dalibor Matulka (* 12. července 1953 Brno) je bývalý český politik, v 90. letech 20. století a počátkem 21. století poslanec České národní rady a Poslanecké sněmovny za KSČM, v letech 2003 až 2015 člen Rady pro rozhlasové a televizní vysílání.

## Biografie
Absolvoval gymnázium v Brně a v letech 1972–1973 pracoval jako dělník v podniku Průmyslové stavby (praxe v rámci nultého ročníku vysoké školy). Následně v letech 1973–1975 studoval na Právnické fakultě Univerzity J. E. Purkyně v Brně, ale z osobních důvodů školu po dvou ročnících ukončil. V letech 1975–1976 byl před nástupem na základní vojenskou službu dělníkem v Státním divadle v Brně. V období let 1978–1985 byl vnitropodnikovým kontrolorem v Krajském ústavu národního zdraví Brno, pak v letech 1986–1991 hlavním kontrolorem v Městském ústavu národní zdraví. V letech 1991–1992 pracoval jako právník pro Centrum dětských odborných zdravotních služeb. Mezitím v letech 1979–1984 napodruhé vystudoval (dálkově) práva na Univerzitě J. E. Purkyně v Brně.
Po několik volebních období působil v parlamentu. Ve volbách v roce 1992 byl zvolen do České národní rady za koalici Levý blok, kterou tvořila KSČM a menší levicové skupiny (volební obvod Jihomoravský kraj).
Počátkem roku 1993 se podílel na Moravskoslezském sněmu, který utvořili někteří opoziční politici jako předstupeň k zavedení zemské samosprávy Moravy a Slezska. V této době byl členem Ústředního výboru KSČM.
Od vzniku samostatné České republiky v lednu 1993 byla ČNR transformována na Poslaneckou sněmovnu Parlamentu České republiky. V lednu roku 1994 přešel do samostatného poslaneckého klubu KSČM poté, co se koalice Levý blok rozpadla na několik levicových frakcí. Mandát ve sněmovně obhájil ve volbách v roce 1996 a volbách v roce 1998. Po celé období let 1992–2002 zasedal v ústavněprávním a mandátovém a imunitním výboru sněmovny.
Po odchodu ze sněmovny se v roce 2002 uvádí jako asistent soudce Nejvyššího soudu v Brně. Dlouhodobě zasedal v Radě pro rozhlasové a televizní vysílání. Podle předsedy rady Ivana Krejčího se během působení v radě vyznačoval extremistickými názory.

## Kontroverze
V březnu 2015 se vyjádřil na svém facebookovém profilu velice nelichotivě na adresu amerického prezidenta Baracka Obamy a Izraele. Ve svém příspěvku ho označil za „maňáska v rukou Izraele“.